# Edificio Mandarim
El Edificio Mandarim es un rascacielos de São Paulo, Brasil. El Mandarim es la construcción residencial más alta de São Paulo con 137 metros, fue finalizado en 2006 con 42 plantas y está ubicado en el Brooklin que es una de las regiones de mayor valor de la ciudad.